# Le Bal du Pont du Nord

Le Bal du Pont du Nord est un roman de Pierre Mac Orlan, publié pour la première fois en 1934 aux éditions du Masque, sous le titre de La Nuit de Zeebruges. C'est en 1946, lors de sa deuxième édition (aux éditions du Bateau Ivre) que ce roman acquiert son titre définitif. À partir de 1950, le roman (suivi de la nouvelle Entre deux jours) est publié aux éditions Gallimard.
« Variation en marge du roman policier » selon la formule de Bernard Baritaud, Le Bal du Pont du Nord évoque les rencontres du narrateur (« Monsieur Pierre »), en villégiature sur la côte flamande, avec des personnages hantés par le raid sur Zeebruges d'avril 1918 et par la figure d'une jeune espionne, Dora Zweifel.
Le Pont du Nord est également le titre d'une chanson écrite par Mac Orlan et mise en musique par Philippe-Gérard.